# WTA Finals 2022
WTA Finals 2022, známý jako Turnaj mistryň 2022, představoval závěrečný tenisový turnaj ženské profesionální sezóny 2022 pro osm nejvýše postavených žen ve dvouhře a osm nejlepších párů ve čtyřhře na žebříčku Race to the WTA Finals. Konal se mezi 31. říjnem až 7. listopadem 2022 poprvé v texaském Fort Worth na krytých dvorcích  arény Dickies. Rozpočet činil 5 000 000 dolarů.
Jedenáctý singlový titul na okruhu WTA Tour získala 29letá Caroline Garciaová, která se stala druhou francouzskou šampionkou Turnaje mistryň po Amélii Mauresmové z roku 2005. Na žebříčku WTA se vrátila na kariérní maximum, 4. příčku. Posedmé v řadě tak vítězka ovládla závěrečnou událost poprvé. Ve čtyřhře triumfovaly Ruska Veronika Kuděrmetovová s Belgičankou Elise Mertensovou, které si na túře WTA připsaly třetí společnou trofej.
Američanky Coco Gauffová s Jessicou Pegulaovou se staly prvními účastnicemi Turnaje mistryň od sester Sereny a Venus Williamsových v roce 2009, které nastoupily do dvouhry a vytvořily i společný pár ve čtyřhře.

## Dějiště
Turnaj se odehrával mezi 31. říjnem až 7. listopadem 2022 poprvé v texaském Fort Worthu. Na území Spojených států se vrátil po sedmnácti letech, když jej naposledy předtím hostilo Los Angeles v roce 2005. Dějištěm ročníku 2022 se staly kryté dvorce s tvrdým povrchem v aréně Dickies, která byla historicky dvanáctým místem konání Turnaje mistryň od jeho založení v roce 1972. Událost představovala padesátý první ročník ve dvouhře a čtyřicátý šestý ve čtyřhře. Jednalo se o vyvrcholení ženského profesinálního okruhu WTA Tour 2022. Odměny hráčkám byly podruhé v řadě zredukovány na 5 000 000 dolarů.
Stálým dějištěm turnaje se pro období 2019–2030 stal čínský Šen-čen. V prosinci 2021 však Steve Simon, prezident Ženské tenisové asociace (WTA), oznámil zrušení všech čínských turnajů během sezóny 2022 kvůli obavám o bezpečnost čínské tenistky Pcheng Šuaj, která v listopadu 2021 obvinila bývalého vicepremiéra Čanga Kao-lia ze sexuálního násilí. Mimoto pořádání tenisových akcí na území Číny znemožňovaly proticovidová opatření od propuknutí pandemie covidu-19. V roce 2020 se tak závěrečná událost nekonala a Turnaj mistryň 2021 se musel odehrát v náhradním dějišti, mexickém Zapopanu. 

## Formát
Soutěže dvouhry se od roku 2003 (opět) účastnilo osm hráček. Každá z nich v úvodních čtyřech dnech odehrála tři vzájemné zápasy v jedné ze dvou čtyřčlenných základních skupin, pojmenovaných po šampionce z roku 1980 Tracy Austinové a texaské rodačce, finalistce z roku 1978 Nancy Richeyové. První dvě tenistky z každé skupiny postoupily do semifinále, které bylo již hráno vyřazovacím systémem první s druhou. Vítězky semifinále se následně střetly ve finále o pohár Billie Jean Kingové.
Soutěž čtyřhry pro osm párů kopírovala formát dvouhry. Základní skupiny získaly jména po amerických šampionkách turnaje Pam Shriverové a Rosie Casalsové. Dvojice soupeřily o pohár Martiny Navrátilové.

## Kvalifikační kritéria
Ve dvouhře byly žebříčkové body kumulovány ze šestnácti turnajů, vyjma okruhů WTA 125K a ITF. Mezi ně se povinně započítávaly čtyři Grand Slamy, čtyři události úrovně Mandatory v kategorii WTA 1000 a pro hráčky, které odehrály alespoň dva z těchto turnajů i další dva nejlepší výsledky WTA 1000 v úrovni Non-Mandatory (900 bodů pro šampionku). Tenistky shromažďovaly body od ledna 2022 na více než 50 turnajích WTA Tour a čtyřech grandslamech.
Ve čtyřhře páry žebříčkové body shromažďovaly z jedenácti nejlepších výsledků jakýchkoli turnajů sezóny. Nemusely se tak povinně započítávat Grand Slamy ani události kategorie WTA 1000.

## Kritéria pořadí v základní skupině
Konečné pořadí v základní skupině se řídilo následujícími kritérii:
1. nejvyšší počet vyhraných utkání
2. nejvyšší počet odehraných utkání
3. u dvou hráček se stejným počtem výher rozhodlo vzájemné utkání;
4. u tří hráček se stejným počtem výher rozhodlo:

a) nejvyšší procento vyhraných setů (případně vzájemný zápas při shodě dvou hráček)
b) nejvyšší procento vyhraných her (případně vzájemný zápas při shodě dvou hráček).

## Finanční odměny a body
Odměny WTA Finals 2022 činily 5 milionů dolarů.
| |                      | Dvouhra (4 000 000 $) | Dvouhra (4 000 000 $) | Čtyřhra (1 000 000 $) | Čtyřhra (1 000 000 $) |
| Fáze | Fáze                 | výdělek               | body                  | Výdělek               | body                  |
| --- | -------------------- | --------------------- | --------------------- | --------------------- | --------------------- |
| neporažené vítězky | neporažené vítězky   | 1 680 000 $           | 1 500                 | 340 000 $             | 1 500                 |
| vítězky | vítězky              | ZS + 1 240 000 $      | SF + 750              | ZS + 230 000 $        | SF + 750              |
| finalistky | finalistky           | ZS + 420 000 $        | SF + 330              | ZS + 80 000 $         | SF + 330              |
| semifinalistky | semifinalistky       | ZS + 30 000 $         | ZS                    | ZS + 5 000 $          | ZS                    |
| za výhru ve skupině | za výhru ve skupině  | +110 000 $            | 250                   | +20 000 $             | 250                   |
| za prohru ve skupině | za prohru ve skupině | —                     | 125                   | —                     | 125                   |
| startovné |                      |                       |                       |                       |                       |
| za 3 zápasy | 110 000 $            | —                     | 50 000 $              | —                     |                       |
| za 2 zápasy | 90 000 $             | —                     | 40 000 $              | —                     |                       |
| za 1 zápas | 70 000 $             | —                     | 30 000 $              | —                     |                       |
| náhradnice |                      |                       |                       |                       |                       |
| za 2 zápasy | 80 000 $             | —                     |                       | —                     |                       |
| za 1 zápas | 60 000 $             | —                     |                       | —                     |                       |
| za 0 zápasů | 40 000 $             | —                     |                       | —                     |                       |
| ZS – celkové odměny či body získané v základní skupině SF – celkové body v semifinále Odměny ve čtyřhře jsou uváděny na pár |                      |                       |                       |                       |                       |

## Dvouhra

### Kvalifikované hráčky
| Pořadí                                          | tenistka | tenistka           | body   | kvalifikována | kvalifikována | předešlé účasti |
| ----------------------------------------------- | -------- | ------------------ | ------ | ------------- | ------------- | --------------- |
| 1.                                              |          | Iga Świąteková     | 10 335 | 12. září      | [ 14 ]        | 2021            |
| 2.                                              |          | Ons Džabúrová      | 4 555  | 12. září      | [ 14 ]        | debut           |
| 3.                                              |          | Jessica Pegulaová  | 4 316  | 13. října     | [ 15 ]        | debut           |
| 4.                                              |          | Coco Gauffová      | 3 271  | 19. října     | [ 16 ]        | debut           |
| 5.                                              |          | Maria Sakkariová   | 3 121  | 21. října     | [ 17 ]        | 2021            |
| 6.                                              |          | Caroline Garciaová | 3 000  | 19. října     | [ 16 ]        | 2017            |
| 7.                                              |          | Aryna Sabalenková  | 2 970  | 21. října     | [ 18 ]        | 2021            |
| 8.                                              |          | Darja Kasatkinová  | 2 935  | 20. října     | [ 18 ]        | debut           |
| skupina Tracy Austinové skupina Nancy Richeyové |          |                    |        |               |               |                 |

### Předešlý poměr vzájemných zápasů
|    |                    | Świątek | Džabúr | Pegula | Gauff | Sakkari | Garcia | Sabalenka | Kasatkina | Celkem | Poměr |
| 1. | Iga Świąteková     |         | 3–2    | 4–1    | 4–0   | 2–3     | 1–1    | 4–1       | 4–1       | 22–9   | 64–8  |
| 2. | Ons Džabúrová      | 2–3     |        | 3–2    | 2–3   | 2–1     | 3–0    | 1–2       | 4–2       | 17–13  | 46–15 |
| 3. | Jessica Pegulaová  | 1–4     | 2–3    |        | 1–0   | 2–3     | 2–2    | 1–3       | 1–0       | 10–15  | 42–18 |
| 4. | Coco Gauffová      | 0–4     | 3–2    | 0–1    |       | 1–4     | 2–1    | 3–1       | 0–2       | 9–15   | 38–19 |
| 5. | Maria Sakkariová   | 3–2     | 1–2    | 3–2    | 4–1   |         | 0–2    | 2–4       | 1–4       | 14–17  | 37–22 |
| 6. | Caroline Garciaová | 1–1     | 0–3    | 2–2    | 1–2   | 2–0     |        | 2–2       | 1–1       | 9–11   | 41–19 |
| 7. | Aryna Sabalenková  | 1–4     | 2–1    | 3–1    | 1–3   | 4–2     | 2–2    |           | 3–2       | 16–15  | 30–20 |
| 8. | Darja Kasatkinová  | 1–4     | 2–4    | 0–1    | 2–0   | 4–1     | 1–1    | 2–3       |           | 12–14  | 40–20 |

### Výsledky a body
Tabulka uvádí sezónní výsledky a odpovídající bodový zisk kvalifikovaných hráček a náhradnic podle žebříčku WTA Race.
| WTA Race                       | Tenistka               | Grand Slam | Grand Slam | Grand Slam | Grand Slam | WTA 1000   | WTA 1000   | WTA 1000   | WTA 1000     | WTA 1000     | Nejlépe na dalších turnajích | Nejlépe na dalších turnajích | Nejlépe na dalších turnajích | Nejlépe na dalších turnajích | Nejlépe na dalších turnajích | Nejlépe na dalších turnajích | Nejlépe na dalších turnajích | Nejlépe na dalších turnajích | Body   | Turnaje | T i t u l y |
| WTA Race                       | Tenistka               | Grand Slam | Grand Slam | Grand Slam | Grand Slam | Mandatory  | Mandatory  | Mandatory  | Dva nejlepší | Dva nejlepší | Nejlépe na dalších turnajích | Nejlépe na dalších turnajích | Nejlépe na dalších turnajích | Nejlépe na dalších turnajích | Nejlépe na dalších turnajích | Nejlépe na dalších turnajích | Nejlépe na dalších turnajích | Nejlépe na dalších turnajích | Body   | Turnaje | T i t u l y |
| WTA Race                       | Tenistka               | Austr      | French     | Wim        | US Open    | Miami      | Madrid     | IW         | 1.           | 2.           | 1.                           | 2.                           | 3.                           | 4.                           | 5.                           | 6.                           | 7.                           | 8.                           | Body   | Turnaje | T i t u l y |
| ------------------------------ | ---------------------- | ---------- | ---------- | ---------- | ---------- | ---------- | ---------- | ---------- | ------------ | ------------ | ---------------------------- | ---------------------------- | ---------------------------- | ---------------------------- | ---------------------------- | ---------------------------- | ---------------------------- | ---------------------------- | ------ | ------- | ----------- |
| 1.                             | Iga Świąteková         | SF 780     | Titul 2000 | 32k –      | Titul 2000 | Titul 1000 | Titul 1000 | A 0        | Titul 900    | Titul 900    | Titul 470                    | Titul 470                    | F 305                        | SF 185                       | 16k 105                      | 16k 105                      | ČF 60                        | 16k 55                       | 10 335 | 16      | 8           |
| 2.                             | Ons Džabúrová          | A 0        | 128k 10    | F –        | F 1300     | 64k 10     | 16k 120    | Titul 1000 | F 585        | ČF 190       | Titul 470                    | F 305                        | 16k 105                      | ČF 100                       | ČF 100                       | ČF 100                       | ČF 100                       | ČF 60                        | 4 555  | 17      | 2           |
| 3.                             | Jessica Pegulaová      | ČF 430     | ČF 430     | 32k –      | ČF 430     | 64k 10     | SF 390     | F 650      | Titul 900    | SF 350       | ČF 190                       | SF 185                       | 16k 105                      | 16k 105                      | 16k 55                       | 16k 55                       | 16k 30                       | 32k 1                        | 4 316  | 18      | 1           |
| 4.                             | Coco Gauffová          | 128k 10    | F 1300     | 32k –      | ČF 430     | 32k 65     | 16k 120    | 16k 120    | ČF 190       | ČF 190       | ČF 190                       | SF 185                       | SF 110                       | 16k 105                      | ČF 100                       | ČF 100                       | 16k 55                       | 64k 1                        | 3 271  | 19      | 0           |
| 5.                             | Maria Sakkariová       | 16k 240    | 64k 70     | 32k –      | 64k 70     | F 650      | 64k 10     | 32k 65     | F 585        | SF 350       | F 305                        | ČF 190                       | SF 185                       | F 180                        | 16k 105                      | ČF 60                        | 16k 55                       | 32k 1                        | 3 121  | 22      | 0           |
| 6.                             | Caroline Garciaová     | 128k 10    | 64k 70     | 16k –      | SF 780     | 64k 35     | 128k 10    | 16k 30     | Titul 930    | 16k 105      | Titul 280                    | Titul 280                    | SF 110                       | SF 110                       | ČF 100                       | ČF 60                        | 32k 60                       | 16k 30                       | 3 000  | 21      | 3           |
| 7.                             | Aryna Sabalenková      | 16k 240    | 32k 130    | A –        | SF 780     | 64k 10     | 64k 10     | 64k 10     | SF 350       | SF 350       | F 305                        | ČF 190                       | F 180                        | 16k 105                      | ČF 100                       | ČF 100                       | 16k 55                       | 16k 55                       | 2 970  | 20      | 0           |
| 8.                             | Darja Kasatkinová      | 32k 130    | SF 780     | A –        | 128k 10    | 32k 65     | 64k 10     | 16k 120    | SF 350       | 16k 105      | Titul 470                    | Titul 280                    | SF 185                       | SF 110                       | 16k 105                      | ČF 100                       | ČF 60                        | 16k 55                       | 2 935  | 22      | 2           |
| Náhradnice                     |                        |            |            |            |            |            |            |            |              |              |                              |                              |                              |                              |                              |                              |                              |                              |        |         |             |
| 9.                             | Veronika Kuděrmetovová | 32k 130    | ČF 430     | A –        | 16k 240    | ČF 215     | 16k 120    | 64k 10     | ČF 190       | 16k 105      | F 305                        | SF 185                       | SF 185                       | F 180                        | F 180                        | SF 110                       | SF 110                       | ČF 100                       | 2 795  | 20      | 0           |
| 10.                            | Simona Halepová        | 16k 240    | 64k 70     | SF –       | 128k 10    | SF 390     | A 0        | ČF 215     | Titul 900    | 32k 60       | Titul 280                    | SF 185                       | SF 110                       | SF 110                       | 32k 60                       | 16k 30                       | 64k 1                        |                              | 2 661  | 15      | 2           |
| 11.                            | Madison Keysová        | SF 780     | 16k 240    | A –        | 32k 130    | ČF 215     | 64k 10     | 64k 10     | SF 350       | 16k 105      | Titul 280                    | ČF 100                       | 16k 55                       | 16k 55                       | 16k 55                       | 16k 30                       | 32k 1                        | 32k 1                        | 2 417  | 20      | 1           |
| náhradnice odhlášení z turnaje |                        |            |            |            |            |            |            |            |              |              |                              |                              |                              |                              |                              |                              |                              |                              |        |         |             |

| Legenda | Legenda                 | Legenda | Legenda             |
| ------- | ----------------------- | ------- | ------------------- |
| 0/2000  | získané body na turnaji | 64k     | 64 párů v kole      |
| ČF      | prohra ve čtvrtfinále   | 32k     | 32 párů v kole      |
| SF      | prohra v semifinále     | 16k     | 16 párů v kole      |
| F       | prohra ve finále        | Titul   | vítězství v turnaji |

## Čtyřhra

### Kvalifikované páry
| Pořadí                                         | pár | pár                                     | body  | kvalifikován | kvalifikován |
| ---------------------------------------------- | --- | --------------------------------------- | ----- | ------------ | ------------ |
| 1.                                             |     | Barbora Krejčíková Kateřina Siniaková   | 4 651 | 12. září     | [ 14 ]       |
| 2.                                             |     | Gabriela Dabrowská Giuliana Olmosová    | 4 335 | 26. září     | [ 19 ]       |
| 3.                                             |     | Coco Gauffová Jessica Pegulaová         | 4 086 | 14. října    | [ 20 ]       |
| 4.                                             |     | Veronika Kuděrmetovová Elise Mertensová | 3 770 | 13. října    | [ 15 ]       |
| 5.                                             |     | Ljudmyla Kičenoková Jeļena Ostapenková  | 3 745 | 13. října    | [ 15 ]       |
| 6.                                             |     | Sü I-fan Jang Čao-süan                  | 3 580 | 19. října    | [ 21 ]       |
| 7.                                             |     | Anna Danilinová Beatriz Haddad Maiová   | 3 235 | 22. října    | [ 22 ]       |
| 8.                                             |     | Desirae Krawczyková Demi Schuursová     | 3 180 | 20. října    | [ 23 ]       |
| skupina Rosie Casalsové skupina Pam Shriverové |     |                                         |       |              |              |

### Předešlý poměr vzájemných zápasů
|    |                                         | Krejčíková Siniaková | Dabrowski Olmos | Gauff Pegula | Kuděrmetova Mertens | Kičenok Ostapenko | Sü Jang | Danilina H. Maia | Krawczyk Schuurs | Celkem | Poměry |
| 1. | Barbora Krejčíková Kateřina Siniaková   |                      | 1–0             | 0–0          | 1–0                 | 2–1               | 0–0     | 1–1              | 0–0              | 5–2    | 23–3   |
| 2. | Gabriela Dabrowská Giuliana Olmosová    | 0–1                  |                 | 0–1          | 0–1                 | 1–1               | 0–1     | 0–1              | 2–0              | 3–5    | 35–18  |
| 3. | Coco Gauffová Jessica Pegulaová         | 0–0                  | 1–0             |              | 1–0                 | 1–0               | 1–1     | 0–1              | 2–1              | 6–3    | 19–6   |
| 4. | Veronika Kuděrmetovová Elise Mertensová | 0–1                  | 1–0             | 0–1          |                     | 1–1               | 2–1     | 0–0              | 0–0              | 4–4    | 26–9   |
| 5. | Ljudmyla Kičenoková Jeļena Ostapenková  | 1–2                  | 1–1             | 0–1          | 1–1                 |                   | 1–2     | 1–0              | 0–0              | 5–7    | 33–13  |
| 6. | Sü I-fan Jang Čao-süan                  | 0–0                  | 1–0             | 1–1          | 1–2                 | 2–1               |         | 0–0              | 0–2              | 4–6    | 28–19  |
| 7. | Anna Danilinová Beatriz Haddad Maiová   | 1–1                  | 1–0             | 1–0          | 0–0                 | 0–1               | 0–0     |                  | 1–0              | 4–2    | 21–11  |
| 8. | Desirae Krawczyková Demi Schuursová     | 0–0                  | 0–2             | 1–2          | 0–0                 | 0–0               | 2–0     | 0–1              |                  | 3–5    | 29–15  |

### Výsledky a body
Tabulka uvádí sezónní výsledky a odpovídající bodový zisk kvalifikovaných párů a náhradnic podle žebříčku WTA Race.
| WTA Race                       | Dvojice                                    | Nejlepší bodový zisk | Nejlepší bodový zisk | Nejlepší bodový zisk | Nejlepší bodový zisk | Nejlepší bodový zisk | Nejlepší bodový zisk | Nejlepší bodový zisk | Nejlepší bodový zisk | Nejlepší bodový zisk | Nejlepší bodový zisk | Nejlepší bodový zisk | Body  | Turnaje | T i t u l y |
| WTA Race                       | Dvojice                                    | 1.                   | 2.                   | 3.                   | 4.                   | 5.                   | 6.                   | 7.                   | 8.                   | 9.                   | 10.                  | 11.                  | Body  | Turnaje | T i t u l y |
| ------------------------------ | ------------------------------------------ | -------------------- | -------------------- | -------------------- | -------------------- | -------------------- | -------------------- | -------------------- | -------------------- | -------------------- | -------------------- | -------------------- | ----- | ------- | ----------- |
| 1.                             | Barbora Krejčíková Kateřina Siniaková      | Titul 2000           | Titul 2000           | SF 350               | ČF 190               | SF 110               | 16k 1                | Titul –              |                      |                      |                      |                      | 4 651 | 7       | 3           |
| 2.                             | Gabriela Dabrowská Giuliana Olmosová       | Titul 1000           | F 585                | Titul 470            | ČF 430               | SF 390               | SF 350               | F 305                | 16k 240              | ČF 190               | ČF 190               | SF 185               | 4 335 | 20      | 2           |
| 3.                             | Coco Gauffová Jessica Pegulaová            | F 1300               | Titul 900            | Titul 900            | Titul 470            | ČF 215               | ČF 190               | ČF 100               | 64k 10               | 32k 1                |                      |                      | 4 086 | 9       | 3           |
| 4.                             | Veronika Kuděrmetovová Elise Mertensová    | SF 780               | F 650                | F 585                | Titul 470            | SF 350               | 16k 240              | ČF 190               | SF 185               | F 180                | 32k 130              | 32k 10               | 3 770 | 12      | 1           |
| 5.                             | Ljudmyla Kičenoková Jeļena Ostapenková     | Titul 900            | SF 780               | SF 390               | F 305                | F 305                | Titul 280            | 16k 240              | ČF 190               | 32k 130              | 16k 120              | 16k 105              | 3 745 | 16      | 2           |
| 6.                             | Sü I-fan Jang Čao-süan                     | Titul 1000           | Titul 470            | ČF 430               | SF 350               | 16k 240              | 16k 240              | ČF 190               | SF 185               | SF 185               | SF 185               | 16k 105              | 3 580 | 19      | 2           |
| 7.                             | Anna Danilinová Beatriz Haddad Maiová      | F 1300               | F 585                | Titul 470            | 16k 240              | ČF 190               | SF 185               | 32k 130              | 16k 105              | 32k 10               | 32k 10               | 32k 10               | 3 235 | 12      | 1           |
| 8.                             | Desirae Krawczyková Demi Schuursová        | F 650                | Titul 470            | ČF 430               | SF 350               | SF 350               | ČF 190               | SF 185               | SF 185               | 32k 130              | 16k 120              | 16k 120              | 3 180 | 15      | 1           |
| Náhradnice                     |                                            |                      |                      |                      |                      |                      |                      |                      |                      |                      |                      |                      |       |         |             |
| 9.                             | Nicole Melichar-Martinezová Ellen Perezová | SF 780               | F 585                | F 585                | F 305                | Titul 280            | SF 185               | 16k 120              | 16k 105              | 16k 105              | ČF 100               | 64k 10               | 3 160 | 13      | 1           |
| 10.                            | Caroline Garciaová Kristina Mladenovicová  | Titul 2000           | ČF 430               | 32k 130              |                      |                      |                      |                      |                      |                      |                      |                      | 2 560 | 3       | 1           |
| náhradnice odhlášení z turnaje |                                            |                      |                      |                      |                      |                      |                      |                      |                      |                      |                      |                      |       |         |             |

| Legenda | Legenda                 | Legenda | Legenda             |
| ------- | ----------------------- | ------- | ------------------- |
| 0/2000  | získané body na turnaji | 64k     | 64 párů v kole      |
| ČF      | prohra ve čtvrtfinále   | 32k     | 32 párů v kole      |
| SF      | prohra v semifinále     | 16k     | 16 párů v kole      |
| F       | prohra ve finále        | Titul   | vítězství v turnaji |

## Přehled finále

### Ženská dvouhra
- Caroline Garciaová vs.   Aryna Sabalenková,  7–6(7–4), 6–4

### Ženská čtyřhra
- Veronika Kuděrmetovová /  Elise Mertensová vs.  Barbora Krejčíková /  Kateřina Siniaková, 6–2, 4–6, [11–9]